# 張元德
张元德（1546年—1598年），字升之，號鳳岡，北直隶顺天府大兴县人，明朝世袭英国公，少保、英国公张溶之子，英国公张元功之弟。

## 生平
张元德生于嘉靖二十五年丙午十月初九日，于万历二十四年（1596年）袭爵，并于万历二十六年（1598年）戊戌三月十二日去世，享年五十三，其子张维贤袭爵。

## 家族
娶蒋氏，玉田伯蒋荣之女。継娶李氏，羽林卫指挥李璋之女。継娶齐氏，駙馬都尉齐世美孫女。有二子，長子张维贤。